# Pablo Campos
Pablo Campos (Campinas, 29 de janeiro de 1983), é um ex-futebolista brasileiro que atuava como atacante.

## Carreira

### Categorias de base e amador
Pablo iniciou sua carreira de jogador de futebol em escolinhas de sua cidade nata, Campinas. Em um jogo de sua escolinha contra a Ponte Preta, Pablo se destacou e foi convidado a treinar no clube. Pelo fato de que não foi bem tratado no clube campineiro ao comparecer como o combinado, o garoto, então com 13 anos de idade, resolveu se "cobrar" pelo mau tratamento e seguiu para treinar no rival da Ponte o Guarani.
No Bugre, Campos permaneceu por 3 anos até receber um convite do ex-zagueiro Wilson Gottardo para treinar no Botafogo do Rio de Janeiro. Antes do término de um período de férias das categorias de base, o Botafogo trocou de treinador assumindo Zagalinho (filho de Zagallo) e anunciou que seus atletas deveriam voltar a treinar imediatamente. Pablo que havia ido visitar a mãe que morava nos Estados Unidos, informou que não poderia comparecer no tempo determinado pelo clube e ele foi dispensado.
Na sequência, o jogador foi parar no Bangu e, ao mesmo tempo que treinava no clube carioca, também estudava e atuava pelo time da Estácio de Sá. Foi através da Estácio que Pablo teve contato com a universidade americana Oklahoma Baptist University, aonde anotou 17 gols e foi convocado para a seleção da conferência SAC (State Athletic Conference), para a seleção regional (toda as regiões) e para a seleção nacional. Após estar atuando durante apenas 6 meses nos Estados Unidos, Pablo teve uma experiência nada satisfatória. Foi atuar no Panthrakikos da Grécia e ficou lá durante 8 meses sem receber salário. Pela Fresno Pacific University foi campeão da conferência GSAC (Golden State Athletic Conference), campeão regional, foi escolhido para a seleção da conferência GSAC e para a seleção nacional, anotando 17 gols no total.
Obteve grande destaque na terra do Tio Sam quando, ao atuar na USL Premier Development League (liga nacional amadora) em 2007 pelo Fresno Fuego, marcou 18 gols em 15 jogos e foi o artilheiro da competição.

### Profissional
Seu primeiro contrato profissional foi assinado no dia 9 de julho de 2008, para atuar no GAIS da Suécia. Ele fez sua estreia no dia 24 de setembro de 2008 ao substituir Björn Andersson durante um jogo contra o Gefle, e fez seu primeiro jogo como titular, duas semanas depois, contra o Norrköping
No dia 9 de fevereiro de 2009, campos é anunciado como o mais novo reforço do San José Earthquakes. Seu primeiro gol pelo São José e pela Major League Soccer, foi marcado no dia 18 de abril de 2009 no empate em 1 a 1 contra o Los Angeles Galaxy.
Posteriormente, em 15 de julho de 2009, Campos foi negociado como o Real Salt Lake. Marcou o seu primeiro gol pelo novo clube em 26 de agosto do mesmo ano em partida contra o Chivas USA no Rio Tinto Stadium. Ao final da temporada, o time foi campeão da MLS Cup. Na temporada de 2010, Campos não repetiu as boas atuações do ano anterior. Apesar de ter sido escolhido o jogador da semana, no final de agosto, ele foi dispensado pelo clube em 28 de fevereiro de 2011.
Em abril de 2011, Pablo assinou com o Carolina RailHawks da América do Norte Soccer League. Depois de uma temporada com o Carolina, Campos assinou com o San Antonio Scorpions FC em fevereiro de 2012.

## Títulos
Real Salt Lake
- Major League Soccer - 2009[carece de fontes?]